# CTNNBL1
CTNNBL1‏ (Catenin beta like 1) هوَ بروتين يُشَفر بواسطة جين CTNNBL1 في الإنسان.